# Брезовка
Брезовката, известна още като брезова манатарка (Leccinum scabrum) е вид ядлива базидиева гъба с характерни вкус и аромат.

## Основни белези
- Шапка (гугла): Средно голяма с диаметър между 5 и 10–12 см; цветът варира от светлокафяв, през белезникаво сив до тъмно кафяв. Плодното месо е меко и бяло, но при разчупване или заливане с вряла вода потъмнява.
- Ламели: Под формата на тръбички, бледосиви до бели, лесно се отделят от плодното месо.
- Спори: Жълти
- Споров прашец: Кафяв
- Пънче: Тънко и високо около 15 см, не по-дебело от 2 см, цялата му повърхност е покрита с тъмни люспички. При младите гъби, то е късо и дебело.

Брезовката расте винаги в симбиоза с брези (откъдето идва и името ѝ), най-често поединично. Появява се в края на пролетта, расте през лятото и есента.